# بکجه جدید
پادشاهی بکجه جدید در سال ۹۰۰ میلادی پس از تجزیه شیلا شکل گرفت و در سال ۹۳۶ توسط گوریو فتح شد. پایتخت آن در جئونجو، در استان جئولابوک-دو امروزی بود.

## فهرست پادشاهان بکجه جدید
| شماره | نام امپراتور | دوره زندگانی (میلادی) | نسبت با امپراتورهای قبلی | دوره حکومت (میلادی) | پایتخت |
| ----- | ------------ | --------------------- | ------------------------ | ------------------- | ------ |
| ۱     | گیون هوون    | ۸۶۷–۹۳۶               | مؤسس سلسله               | ۹۰۰–۹۳۵             | جئونجو |
| ۲     | گیون سینگئوم | ؟ - ؟                 | پسر گیون هوون            | ۹۳۵–۹۳۶             | جئونجو |